# Motocyklowe Grand Prix Francji 2011
Motocyklowe Grand Prix Francji 2011 – czwarta eliminacja Motocyklowych Mistrzostw Świata, która rozegrała się 13 - 15 maja 2011 na torze Bugatti Circuit w Le Mans.

## Wyniki MotoGP[2]
| Legenda oznaczeń w tabelach wyników Wyświetl szablon na nowej stronie | Legenda oznaczeń w tabelach wyników Wyświetl szablon na nowej stronie                                                                     |
| Oznaczenie                                                            | Wyjaśnienie |
| --------------------------------------------------------------------- | --- |
| Złoty                                                                 | Zwycięzca lub mistrzostwo |
| Srebrny                                                               | 2. miejsce lub wicemistrzostwo |
| Brązowy                                                               | 3. miejsce lub II wicemistrzostwo |
| Zielony                                                               | Ukończył, punktował (w klasyfikacji generalnej, gdy zdobył co najmniej jeden punkt na przestrzeni sezonu, poza trzema powyższymi opcjami) |
| Niebieski                                                             | Ukończył, nie punktował (w klasyfikacji generalnej, gdy nie zdobył co najmniej jednego punktu na przestrzeni sezonu)                      |
| Czerwony                                                              | Nie zakwalifikował się (NZ) |
| Czerwony                                                              | Nie prekwalifikował się (NPK) |
| Różowy                                                                | Nie ukończył (NU) |
| Różowy                                                                | Niesklasyfikowany (NS) (w klasyfikacji generalnej, gdy nie został sklasyfikowany w żadnym wyścigu sezonu)                                 |
| Czarny                                                                | Zdyskwalifikowany (DK) |
| Czarny                                                                | Wykluczony (WYK/EX) |
| Biały                                                                 | Nie wystartował (NW) |
| Biały                                                                 | Kontuzjowany (K/INJ) |
| Biały                                                                 | Wyścig odwołany (OD/C) |
| Bez koloru                                                            | Został wycofany (WYC/WD) |
| Bez koloru                                                            | Nie przybył (NP/DNA) |
| Bez koloru                                                            | Nie brał udziału w treningach (NT/DNP) |
| Bez koloru                                                            | Nie został zgłoszony (–) |
| Pogrubienie                                                           | Start z pole position |
| Kursywa                                                               | Najszybsze okrążenie wyścigu |
| †                                                                     | Nie ukończył, ale jego rezultat został zaliczony ze względu na przejechanie więcej niż 90% dystansu wyścigu.                              |
| *                                                                     | Sezon w trakcie |
| 1/2/3                                                                 | Punktowana pozycja w sprincie kwalifikacyjnym                                                                                             |
| Lista systemów punktacji Formuły 1                                    | |

### Wyścig[3]
| Pozycja | Nr | Motocyklista     | Motocykl | Okr. | Czas / Strata | Start | Punkty |
| ------- | -- | ---------------- | -------- | ---- | ------------- | ----- | ------ |
| 1       | 27 | Casey Stoner     | Honda    | 28   | 42:00,505     | 1     | 25     |
| 2       | 4  | Andrea Dovizioso | Honda    | 28   | +14,214       | 3     | 20     |
| 3       | 26 | Valentino Rossi  | Ducati   | 28   | +14,564       | 9     | 16     |
| 4       | 1  | Jorge Lorenzo    | Yamaha   | 28   | +21,075       | 5     | 13     |
| 5       | 58 | Marco Simoncelli | Honda    | 28   | +31,245       | 2     | 11     |
| 6       | 11 | Ben Spies        | Yamaha   | 28   | +31,609       | 8     | 10     |
| 7       | 69 | Nicky Hayden     | Ducati   | 28   | +35,566       | 10    | 9      |
| 8       | 7  | Hiroshi Aoyama   | Honda    | 28   | +51,502       | 13    | 8      |
| 9       | 8  | Hector Barbera   | Ducati   | 28   | +1:03,731     | 14    | 7      |
| 10      | 17 | Karel Abraham    | Ducati   | 28   | +1:03,885     | 16    | 6      |
| 11      | 24 | Toni Elías       | Honda    | 28   | +1:04,068     | 17    | 5      |
| 12      | 19 | Alvaro Bautista  | Suzuki   | 28   | +1:04,192     | 12    | 4      |
| 13      | 5  | Colin Edwards    | Yamaha   | 26   | +2 okr.       | 7     | 3      |
| NS      | 65 | Loris Capirossi  | Ducati   | 21   |               | 15    |        |
| NS      | 26 | Daniel Pedrosa   | Yamaha   | 17   |               | 4     |        |
| NS      | 35 | Cal Crutchlow    | Yamaha   | 6    |               | 6     |        |
| NS      | 14 | Randy de Puniet  | Ducati   | 1    |               | 11    |        |

### Najszybsze okrążenie[4]
| Nr | Motocyklista   | Konstruktor | Czas     |
| -- | -------------- | ----------- | -------- |
| 26 | Daniel Pedrosa | Honda       | 1:33,617 |

## Wyniki Moto2[5]

### Wyścig[6]
| Pozycja | Nr | Motocyklista | Motocykl | Okr. | Czas / Strata | Start | Punkty |
| ------- | -- | ------------ | -------- | ---- | ------------- | ----- | ------ |

### Najszybsze okrążenie[7]
| Nr | Motocyklista | Konstruktor | Czas     |
| -- | ------------ | ----------- | -------- |
| 93 | Marc Márquez | Suter       | 1:38,533 |

## Wyniki 125 cm³[8]

### Wyścig[9]
| Pozycja | Nr | Motocyklista        | Motocykl | Okr. | Czas / Strata | Start | Punkty |
| ------- | -- | ------------------- | -------- | ---- | ------------- | ----- | ------ |
| 1       | 25 | Maverick Viñales    | Aprilia  | 24   | 42:00,505     | 3     | 25     |
| 2       | 18 | Nicolás Terol       | Aprilia  | 24   | +0,048        | 1     | 20     |
| 3       | 7  | Efrén Vázquez       | Derbi    | 24   | +6,836        | 9     | 16     |
| 4       | 55 | Héctor Faubel       | Aprilia  | 24   | +8,298        | 2     | 13     |
| 5       | 5  | Johann Zarco        | Derbi    | 24   | +8,590        | 6     | 11     |
| 6       | 94 | Jonas Folger        | Aprilia  | 24   | +10,236       | 5     | 10     |
| 7       | 11 | Sandro Cortese      | Aprilia  | 24   | +10,667       | 4     | 9      |
| 8       | 33 | Sergio Gadea        | Aprilia  | 24   | +15,642       | 8     | 8      |
| 9       | 44 | Miguel Oliveira     | Aprilia  | 24   | +22.838       | 12    | 7      |
| 10      | 39 | Luis Salom          | Aprilia  | 24   | +30,901       | 10    | 6      |
| 11      | 23 | Alberto Moncayo     | Aprilia  | 24   | +33,796       | 15    | 5      |
| 12      | 15 | Simone Grotzkyj     | Aprilia  | 24   | +34,413       | 11    | 4      |
| 13      | 96 | Louis Rossi         | Aprilia  | 24   | +34,696       | 17    | 3      |
| 14      | 26 | Adrian Martin       | Aprilia  | 24   | +41,236       | 7     | 2      |
| 15      | 10 | Alexis Masbou       | Aprilia  | 24   | +56,943       | 19    | 1      |
| 16      | 76 | Hiroki Ono          | KTM      | 24   | +57,409       | 23    |        |
| 17      | 52 | Danny Kent          | Aprilia  | 24   | +57,763       | 18    |        |
| 18      | 53 | Jasper Ivema        | Aprilia  | 24   | +57,823       | 16    |        |
| 19      | 63 | Zulfahmi Khairuddin | Derbi    | 24   | +57,884       | 13    |        |
| 20      | 3  | Luigi Morciano      | Aprilia  | 24   | +1:02,089     | 21    |        |
| 21      | 84 | Jakub Kornfeil      | Aprilia  | 24   | +1:02,713     | 14    |        |
| 22      | 17 | Taylor Mackenzie    | Aprilia  | 24   | +1:25,418     | 26    |        |
| 23      | 30 | Giulian Pedone      | Aprilia  | 24   | +1:42,498     | 28    |        |
| 24      | 43 | Francesco Mauriello | Aprilia  | 24   | +1:43,885     | 25    |        |
| 25      | 56 | Peter Sebestyen     | KTM      | 24   | +1:44,903     | 29    |        |
| 26      | 19 | Alessandro Tonucci  | Aprilia  | 24   | +1:45,356     | 31    |        |
| 27      | 91 | Kevin Szalai        | Aprilia  | 23   | +1 okr.       | 30    |        |
| 28      | 92 | Kevin Thobois       | Honda    | 23   | +1 okr.       | 33    |        |
| NS      | 36 | Joan Perello        | Aprilia  | 20   |               | 32    |        |
| NS      | 99 | Danny Webb          | Mahindra | 17   |               | 20    |        |
| NS      | 77 | Marcel Schrötter    | Mahindra | 17   |               | 24    |        |
| NS      | 21 | Harry Stafford      | Aprilia  | 13   |               | 22    |        |
| NS      | 31 | Niklas Ajo          | Aprilia  | 3    |               | 27    |        |

### Najszybsze okrążenie[10]
| Nr | Motocyklista  | Konstruktor | Czas     |
| -- | ------------- | ----------- | -------- |
| 18 | Nicolás Terol | Aprilia     | 1:44,083 |